# دومینیک روستیچلی
دومینیک روستیچلی (انگلیسی: Dominique Rustichelli; ۲۶ ژوئن ۱۹۳۴ – ۱ نوامبر ۱۹۷۹) بازیکن فوتبال اهل فرانسه بود.
از باشگاه‌هایی که در آن بازی کرده‌است می‌توان به باشگاه فوتبال المپیک مارسی، باشگاه فوتبال استراسبورگ، باشگاه فوتبال سدان، باشگاه فوتبال لیل، باشگاه فوتبال استاد رنس، و باشگاه فوتبال نیس اشاره کرد.